# Opera Dragonfly
Dragonfly (в перекладі з англ. — Бабка) — інтегрований з браузером Opera інструмент для інтерактивного зневадження вебзастосунків, відкритий проєкт компанії Opera Software, код якого доступний під ліцензією Apache.

## Функції
Підтримуються такі функції
- виявлення помилок у скриптах і зневадження JavaScript,
- інспектування CSS і DOM,
- відстеження куків,
- моніторинг мережевої активності.

## Особливості
Особливостями Dragonfly є:
- Підтримка зневадження вебсторінок, відкритих у браузері Opera на іншому комп'ютері або на мобільному пристрої;
- Інструмент для контролю за станом локальних сховищ (HTML5 Web Storage API);
- Засіб для відстеження завантаження з сайтів ресурсів, таких як зображення, скрипти, шрифти, відео-файли тощо;
- Інспектор мережевих операцій, що дозволяє оцінити ступінь затримки в процесі завантаження різних частин вебсторінок, проаналізувати ефективність локального кешування і відстежити завантаження ресурсів;
- Можливість відправки HTTP-запиту в ручному режимі, з підтримкою зміни вмісту будь-яких HTTP-заголовків;
- Поліпшений JavaScript-зневаджувач, до якого додано підтримку відстеження заданих виразів або змінних, розширені можливості встановлення точок зупинки;
- Підтримка швидкого перегляду будь-якого зазначеного покажчиком миші кольору в RGB-представленні для наступної вставки в CSS;
- Доступний API для керування з командного рядка.

Позиціонується в ролі конкурента Firebug.

## Виноски
1. ↑  Opera Dragonfly. Архів оригіналу за 22 червня 2013. Процитовано 20 квітня 2013.